# Tomasz Tybinkowski
Tomasz Tybinkowski (ur. 22 września 1948, zm. 15 lutego 2007 w Poznaniu) – polski koszykarz, mistrz i reprezentant Polski.
W ekstraklasie koszykarskiej debiutował w barwach Legii Warszawa w sezonie 1967/1968, zdobywając od razu w pierwszym sezonie wicemistrzostwo, a w kolejnym mistrzostwo Polski (1969). Od 1974 występował w Lechu Poznań, karierę sportową zakończył w tym klubie w 1979. Po zakończeniu kariery sportowej pracował w Lechu Poznań jako kierownik drużyny, m.in. w mistrzowskim dla tej drużyny sezonie 1983.
Wystąpił 26 razy w reprezentacji Polski seniorów, m.in. w Mistrzostwach Europy w 1973, w których zajął z drużyną ostatnie – 12 miejsce. W turnieju zdobył 40 punktów, grał najprawdopodobniej we wszystkich siedmiu spotkaniach. W latach 60. był także reprezentantem Polski juniorów.
Pochowany na cmentarzu św. Jana Vianneya w Poznaniu (grobowce-7-6).

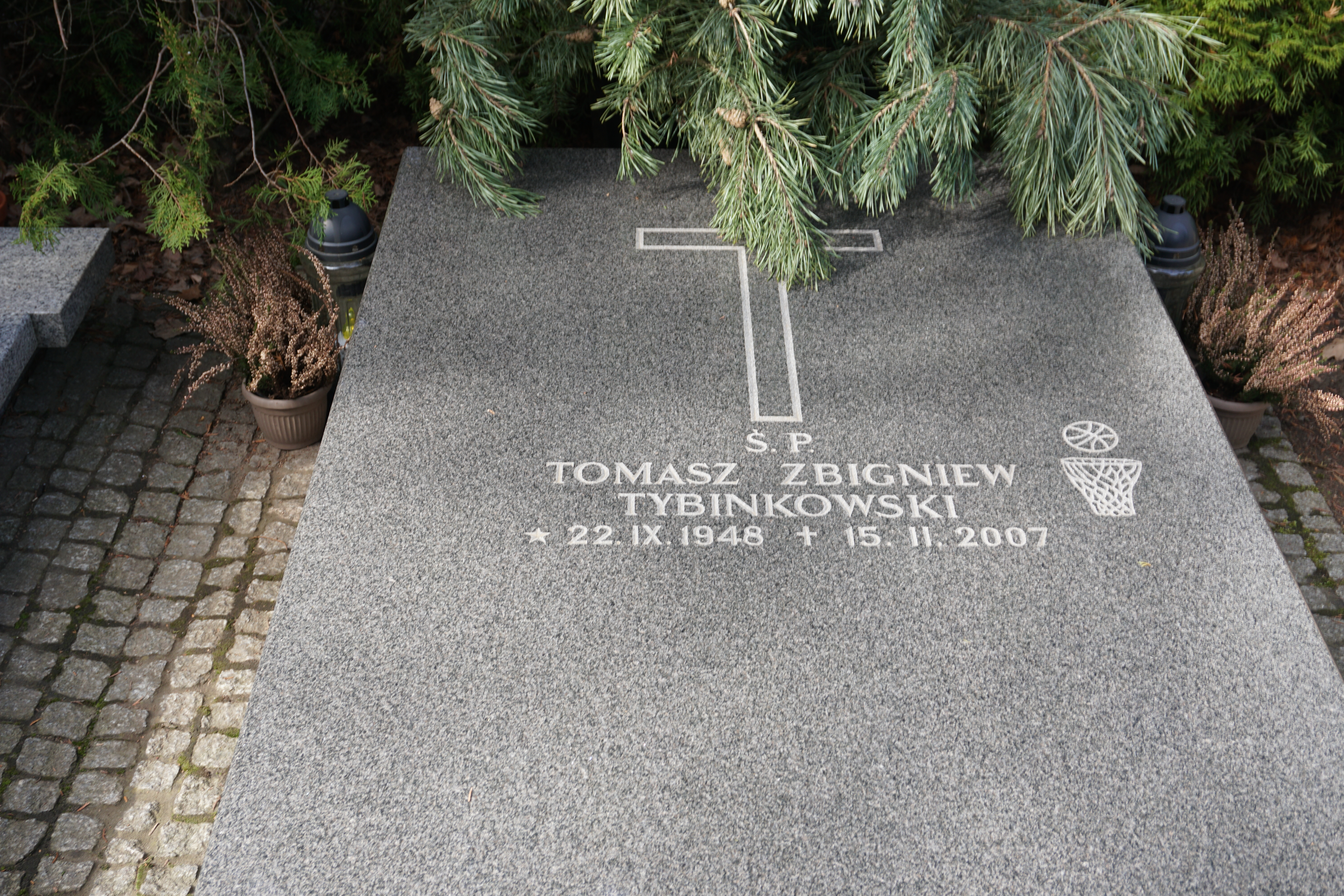
grób Tomasza Tybinkowskiego na cmentarzu parafialnym św. Jana Vianneya w Poznaniu

## Osiągnięcia
Klubowe
- Mistrz Polski (1969)
- Wicemistrz Polski (1968)
- Zdobywca pucharu Polski (1968, 1970)
- Finalista pucharu Polski (1975, 1977)
- Uczestnik rozgrywek Pucharu Europy:
  - Mistrzów Krajowych (1967/1968 – II runda, 1969/1970 – II runda)
  - Zdobywców Pucharów (1968/1969, 1970/1971 – ćwierćfinał)
- Awans do I ligi z Legią Warszawa (1973)

Reprezentacja
- Uczestnik mistrzostw Europy (1973 – 12. miejsce)